# Liaoning (Schiff)
Die Liaoning (chinesisch 辽宁号航空母舰, Pinyin Liáoníng Hào hángkōngmǔjiàn) ist der erste Flugzeugträger der Marine der Volksrepublik China. Das Schiff gehört zur Admiral Kusnezow-Klasse und wurde unter dem Namen Riga, dann Warjag für die Sowjetische Marine gebaut, blieb aber unvollendet und wurde von der Ukraine 1998 an China verkauft. Dort wurde der Träger trotz gegenteiliger Darstellung der chinesischen Regierung rundum erneuert, ausgerüstet und lief am 10. August 2011 zu einer ersten Probefahrt aus dem Hafen von Dalian aus. Am 25. September 2012 wurde er der Marine offiziell übergeben.

## Geschichte

### Bau
Der Flugzeugträger wurde im Dezember 1985 in Nikolajew am Schwarzen Meer als Riga auf Kiel gelegt. Im November oder Dezember 1988 lief er vom Stapel.
Ende 1991 entschied das russische Verteidigungsministerium, die Finanzierung des aufgrund der Wiederherstellung der lettischen Unabhängigkeit von Riga in Warjag umbenannten Flugzeugträgers einzustellen. Die nach der Auflösung der Sowjetunion nunmehr in der Ukraine liegende Werft stellte im Januar 1992 die Arbeiten ein, als der Flugzeugträger zu etwa 70 % fertiggestellt war. Strukturell war das Schiff fertig, jedoch noch nicht ausgerüstet. Es fehlten elektronische Systeme und Bewaffnung. Die Gesamtkosten sollten bei umgerechnet 2,4 Milliarden US-Dollar liegen, wovon für die Fertigstellung noch rund 500 Millionen Dollar aufzubringen gewesen wären. Das Eigentum an dem Träger ging nach dem Zusammenbruch der Sowjetunion an die Ukraine über; diese stellte kein Geld für den Weiterbau zur Verfügung.

### Verkauf

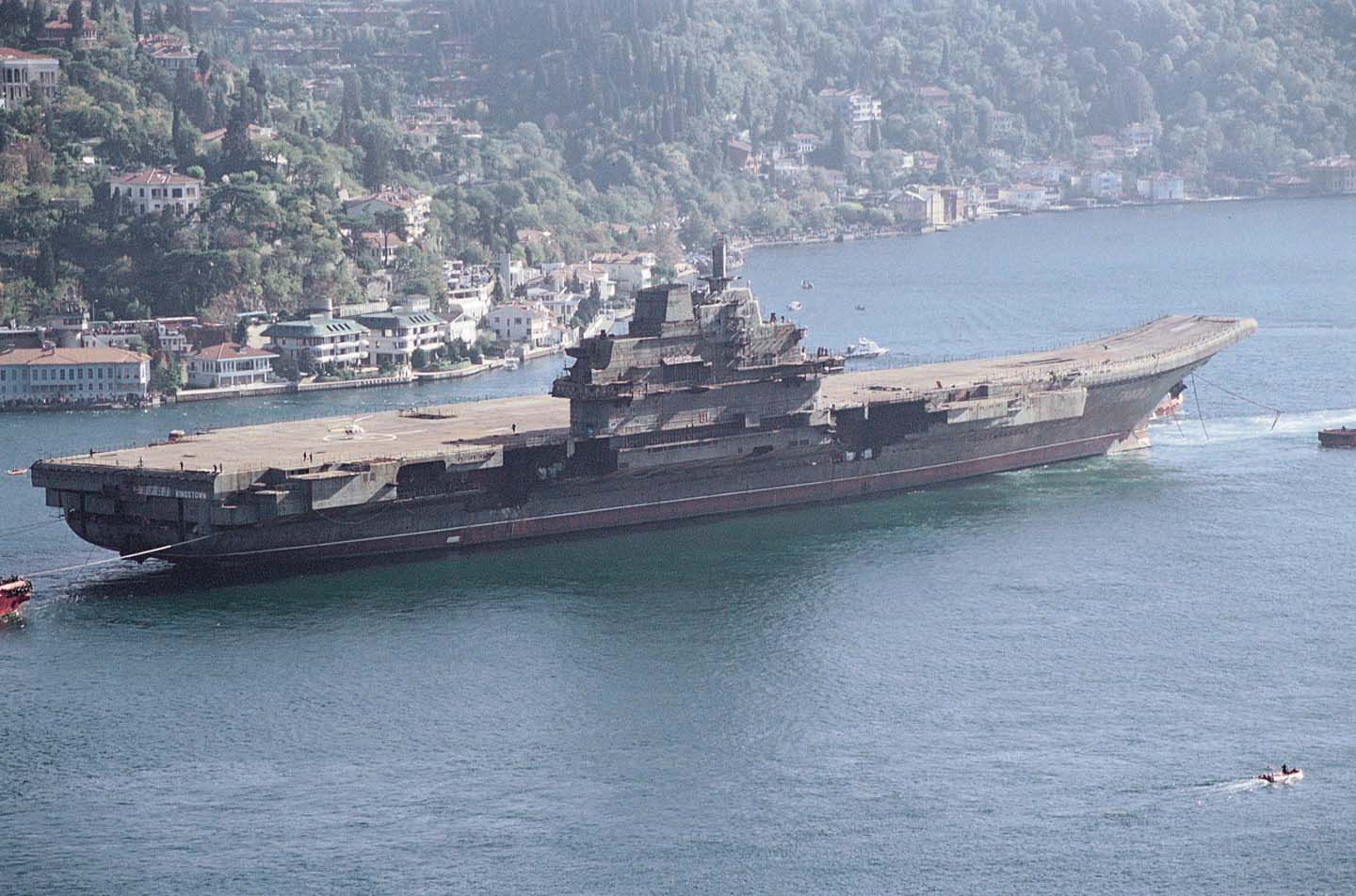
Die Warjag bei der Durchfahrt durch den Bosporus

Die Ukraine suchte Mitte der 1990er-Jahre vergeblich nach einem Käufer und stellte die Warjag 1998 zur Auktion. Bei 20 Millionen US-Dollar bekam ein Unternehmer aus Macau den Zuschlag. Er gab an, das Schiff in ein schwimmendes Hotel und Casino umwandeln zu wollen, eine militärische Nutzung wurde in dem Vertragswerk verboten. Entgegen den Darstellungen beider Vertragsparteien wurde mit der Schiffshülle auch die darin befindliche und konservierte Antriebsanlage an den Käufer übergeben.
Im Jahr 2000 wurde die Warjag aus der Werft geschleppt. Die Türkei hegte offiziell gegenüber dem antriebs- und ruderlosen Schiff Sicherheitsbedenken und untersagte deswegen zunächst die Durchfahrt durch den Bosporus. Erst Ende 2001, nach der Bereitstellung von einer Sicherheit in Höhe von einer Million Dollar, durfte der Träger die Straße passieren. Da auch die Betreiber des Sueskanals dem Träger die Passage verweigerten, schleppte das Unternehmen die Warjag um das Kap der guten Hoffnung. 2002 erreichte das Schiff Macau, allerdings konnte der Unternehmer keine Kasinolizenz vorweisen, die Besitztümer der Firma lagen bei rund 125.000 US-Dollar. Weithin wird davon ausgegangen, dass der Kasinobetreiber eine Tarnfirma der chinesischen Volksmarine war. Der Träger durfte nicht vor Macau ankern und wurde in einem Trockendock in Dalian aufgelegt.

### Erneute militärische Verwendung

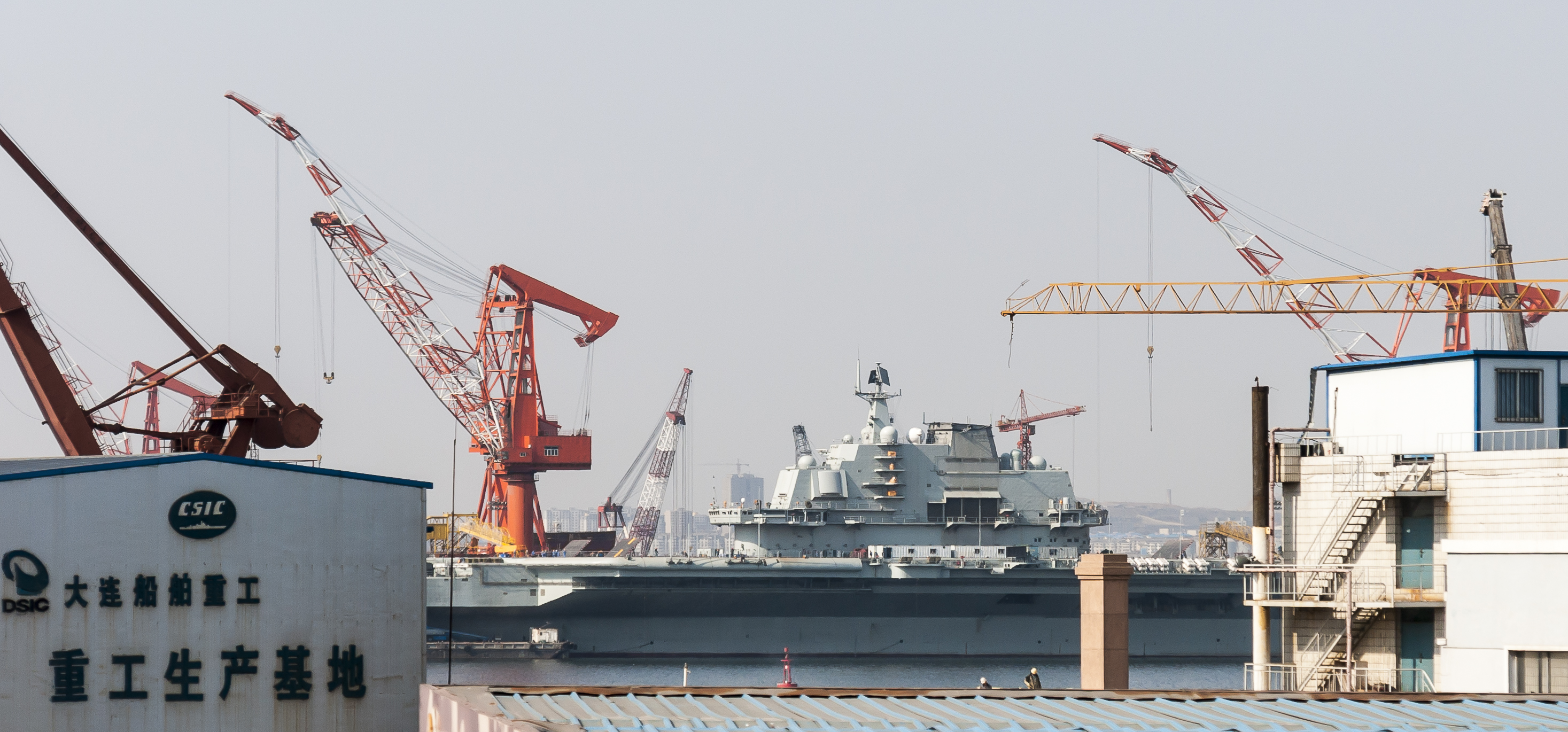
Die ex-Warjag im Sommer 2012 im chinesischen Hafen Dalian

2005 wurde die Liaoning wieder zu Wasser gelassen, nun in Marine-Grau gestrichen. Die Baugerüste um die Brücke wurden entfernt. Danach lag das Schiff – unterbrochen durch weitere Aufenthalte im Trockendock – an verschiedenen Piers in Dalian. Gerüchte, dass China den Träger überholen, fertigbauen und in Dienst stellen könnte, wurden durch die zahlreichen Arbeiten genährt. Am 19. Januar 2011 wurde berichtet, das Schiff stehe tatsächlich kurz vor der Fertigstellung und solle der erste Flugzeugträger der chinesischen Marine werden. Am 10. August 2011 fand die erste Probefahrt statt. Im Dezember 2011 gelangen einem amerikanischen Unternehmen Aufnahmen des Schiffes auf hoher See.
Der Träger bietet Raum für eine unbekannte Anzahl Jagdflugzeuge Shenyang J-15 und 10 bis 20 Hubschrauber. Am 25. September 2012 wurde der Flugzeugträger von der chinesischen Marine unter dem Namen Liaoning offiziell in Dienst gestellt. Ab September 2012 war Zhang Zheng Kommandant des Flugzeugträgers.

### Trainingsbetrieb
Zu Übungszwecken wurde in einer Forschungseinrichtung der chinesischen Marine in Wuhan ein Mock-up des Flugzeugträgers auf dem Festland errichtet. (30° 25′ 20,9″ N, 114° 15′ 43,6″ O)
Im November 2012 landete erstmals ein Flugzeug vom Typ Shenyang J-15 auf dem Flugzeugträger. Dies sei ein „Symbol für die operationelle Kampfeinsatzfähigkeit eines Flugzeugträgers“, wurde daraufhin im staatlichen chinesischen Fernsehen erklärt.
Seit dem 28. Februar 2013 ist der Flugzeugträger im neuen Stützpunkt in Dazhu Shan 50 km südwestlich von Qingdao stationiert.
Anfang Juli 2013 erhielten die ersten Piloten und eine Deckbesatzung die Freigabe für Landungen auf dem Flugzeugträger, nachdem sie auf einer 25-tägigen Übungsfahrt eine nicht genannte Zahl von Starts und Landungen ausgeführt hatten.
Am 26. November 2013 lief der Flugzeugträger in Begleitung von zwei Fregatten und zwei Zerstörern zu seiner ersten Übung auf Hoher See und im Südchinesischen Meer aus, nachdem alle vorherigen Übungen im Gelben Meer stattgefunden hatten.
Bei dieser Übung kam es zu dem schwersten Zwischenfall zwischen der chinesischen und der US-Marine seit 2009 im Südchinesischen Meer, als ein Landungsschiff der Trägergruppe am 5. Dezember den Kurs des Lenkwaffenkreuzers Cowpens weniger als 500 m vor diesem kreuzte, wodurch die Cowpens zu einem Ausweichmanöver gezwungen wurde. Nach Angaben der chinesischen Marine habe die Cowpens den Trägerverband verfolgt und bedrängt und sei in den inneren, 45 km messenden Verteidigungsperimeter der Gruppe eingedrungen.
Die Cowpens befand sich in einer Position, in der sie die Trägergruppe gut beobachten konnte, und führte Beobachtungsmaßnahmen durch.
Beide Schiffe hätten auf professionelle Weise miteinander kommuniziert. Danach verließ die Cowpens die Verteidigungszone.
Während der US-amerikanische Verteidigungsminister Chuck Hagel das Manöver „unverantwortlich“ nannte, gab die chinesische Marine an, man habe sich dabei strikt an die geltenden Regeln gehalten.
Im November 2016 wurde das Schiff in einer Pressemitteilung als “combat ready” (deutsch: „kampfbereit“) bezeichnet.
Die chinesische Marine gab am 15. Dezember 2016 bekannt, dass das Schiff kurz zuvor zum ersten Mal in voller Kampfstärke seiner Hauptbewaffnung als Teil eines Flottenverbandes bei einem größeren Übungsmanöver zum Einsatz gekommen war. Das Zusammenwirken mit dem Flottenverband sollte Aufschlüsse über den weiteren Ausbau der Trägergruppe geben. Die gesamte Trägergruppe erlangte im Juni 2018 ihre vorläufige Einsatzbefähigung. Anderen Angaben zufolge ist nur das Schwesterschiff Shandong fähig zu Kampfoperationen.
2024 behauptete ein möglicher Augenzeuge eine Testlandung eines anderen Flugzeugtyps.

## Einsatzspektrum
Der US-Marinegeheimdienst geht davon aus, dass die Liaoning ein anderes Einsatzspektrum abdeckt als US-Flugzeugträger. Aufbau und Größe machten sie auch in der Gesamtheit ihres Trägerverbands ungeeignet, um militärische Macht in weiter Entfernung vom chinesischen Mutterland auszuüben. Das Schiff sei in erster Linie geeignet, um die Flugabwehr einer größeren Flotte zu verstärken. Der US-Dienst geht davon aus, dass die Liaoning dem chinesischen Militär vor allem dazu dient, Erfahrungen mit Konstruktion, Ausrüstung sowie Einsatz auf und von Flugzeugträgern zu sammeln, die dann in die Shandong und weitere in China gebaute Flugzeugträger einfließen sollen.